# Keye van der Vuurst
Keye van der Vuurst de Vries (Rijswijk, Países Bajos, 29 de diciembre de 2001) es un jugador de baloncesto neerlandés que actualmente pertenece a la plantilla del Hiopos Lleida de la Liga Endesa, cedido por el Club Joventut de Badalona. Con 1,91 metros de altura juega en la posición de base. Es hermano del también baloncestista Boyd van der Vuurst.

## Trayectoria
Van der Vuurst hizo su debut en la temporada 2018-19 con el BC Oostende en la Pro Basketball League. 
En la siguiente temporada, se convertiría en jugador de la primera plantilla del club belga, con el que ganó tres campeonatos consecutivos de la Pro Basketball League con el BC Oostende. 
El 27 de mayo de 2022, ganó su cuarto campeonato belga consecutivo y fue nombrado MVP de las Finales tras promediar 9 puntos y 7,8 asistencias en la serie contra Kangoeroes Mechelen.
El 26 de abril de 2022, se declaró para el draft de la NBA de 2022.
El 29 de julio de 2023, firma por el Palencia Baloncesto de la Liga Endesa.
El 27 de mayo de 2024, firma como jugador del Club Joventut de Badalona de la Liga Endesa hasta 2027.
El 11 de diciembre de 2024, firma por el Hiopos Lleida de la Liga Endesa, cedido por el Club Joventut de Badalona hasta el final de la temporada.

### Selección nacional
En 2018, Van der Vuurst de Vries ganó la División B del Campeonato FIBA Europa Sub-18 de 2018 mientras jugaba con la Selección de baloncesto de los Países Bajos sub-18. Anotó 35 puntos en la final frente a Eslovenia que acabaría con victoria por 86–57.
El 16 de noviembre de 2018, el entrenador Toon van Helfteren lo convocó para formar parte de la Selección de baloncesto de los Países Bajos. El 29 de noviembre de 2018, Van der Vuurst de Vries hizo su debut con Holanda a los 16 años, convirtiéndose en el jugador más joven en jugar para el equipo holandés, superando el récord establecido en 1961 por Ger Kok.